# Land Rover Lightweight
Land Rover Lightweight (1968 – 1983) 88"
Lightweight udkom i både IIA og III udgave, og var tiltænkt militær anvendelse.
Grundidéen i lightweight modellerne var at de på meget kort tid kunne strippes for ekstra vægt, hvilket var nødvendigt for at kunne blive transporteret af tidens helikoptere. En samlet lightweight vejer mere end en standard model.
Lightweight modellerne er meget populære blandt Land Rover enthusiaster.
- Wikimedia Commons har flere filer relateret til Land Rover Lightweight

| Stub | Spire Denne bilrelaterede artikel er en spire som bør udbygges. Du er velkommen til at hjælpe Wikipedia ved at udvide den. |